# Цю Вэньхуэй
Цю Вэньхуэй (китайский: 邱文晖; пининь: Qiū Wénhuī; Пеушш-ô-јі: Ху Бунхуй; род. 1954, Сингапур) — сингапурский государственный деятель. Президент Интерпола (2008—2012).

## Биография
Родился в 1954 году в Сингапуре. Закончил среднее образование в англо-китайской школе и был удостоен престижной стипендии Сингапурских вооруженных сил за рубежом (SAFOS) в 1973 году. Получил степень бакалавра искусств (инженерия и экономика) Сент-Джонского колледжа в Оксфордском университете в 1976 году и магистра по государственному управлению в школе государственного управления им. Кеннеди в Гарвардском университете в 1982 году. Он посещал программу повышения квалификации в Уортоне в 2002 году.
В 1976 году он был приглашен присоединиться к полиции Сингапура (SPF) после непродолжительной службы в Сингапурских вооруженных силах. Начал свою карьеру в 1977 году и с тех пор занимал различные должности, включая директора по стратегическому планированию в 1987 году, начальника отдела полиции в 1990 году, директора департамента уголовных расследований в 1991 году и заместителя комиссара полиции в 1995 году.
В июле 1997 года он был назначен комиссаром полиции Сингапура, занимал эту должность 14 лет, а 1 февраля 2010 года перешел на должность старшего заместителя секретаря Министерства внутренних дел
В 2006—2008 гг. — вице-президент исполкома Интерпола.
С 9 октября 2008 по 2012 год занимал пост президента Интерпола.

## Награды и награды
- Медаль «государственная администрация» (серебро) (1992)
- Медаль «долгая служба» (1998)
- Медаль «За заслуги»
- Медаль «долгая служба» (2003)
- Орден Короны Таиланда (2002)
- Орден полиции «героизм» (2003)
- Орден Героя государства Брунея, первый класс
- Орден короны (2005)[3]